# レイギガント
『レイギガント』（RAY GIGANT）は、バンダイナムコエンターテインメントより2015年7月30日に発売されたPlayStation Vita専用ゲームソフト。

## 概要
バンダイナムコエンターテインメントの新規IPによるRPG。
ジャンルはダンジョン探索型RPGで、開発担当には同ジャンルRPGにおいて多くの実績を持つエクスペリエンスが起用されている。
本作は、3人の主人公の物語を進めながらダンジョンを探索して巨大なボスモンスター「ギガント」を倒していくスタイルをとっている。
ゲームは3人の主人公のシナリオを順番にプレイする形となる。それぞれの主人公には2人の仲間が存在し、一部を除いて常に3人パーティで行動する。ニル編をクリアすると主人公3人がパーティを組んで戦う最終章「レイギガント編」が始まる。

## 登場人物

### メインキャラクター
天風一弥（あまかぜ いちや）
声 - 阿部敦
主人公の一人であるヨリガミ適合者。東京の一般家庭に生まれ育った明るく元気な少年。たまたまヨリガミであるハバキリを所有していた時にゼロデイに遭遇し、力を発現して生き延びた。その後、日本の対ギガント施設「外生校」に転校生として所属する。
カイル・グリフィン
声 - 羽多野渉
主人公の一人であるヨリガミ適合者。イギリスの名家出身だが、母親から十分な愛情を受けられず屈折した人物に育った。
ニル・フィニアス
声 - 南條愛乃
主人公の一人。カリブ海の島々をギガントから守るべくギガント討伐に参加したという経緯を持つ。日常生活ではややズボラな面が目立つが、こと戦闘においては意外と深いところまで考えていることがある。

### パーティキャラクター
伊佐野真名（いざの まな）
声 - 大久保瑠美
「外生校」に所属する、クロガミ適合者。一弥の幼馴染。面倒見は良いが恋愛には奥手。
三輪和臣（みわ かずおみ）
声 - 江口拓也
「外生校」に所属するクロガミ適合者。最初は闘いに消極的な一弥を嫌っていたが、次第に信頼関係が芽生えていく。「外生校」がギガントによる襲撃を受けた際、他のメンバーが逃げる時間を稼ぐために単身で応戦し、命を落とした。
七城卯月（ななしろ うづき）
声 - 櫻井孝宏
「外生校」を設立した青年。ヨリガミ適合者であり、ゼロデイの日に一弥を救った人物。病弱のためほとんど戦闘には参加しないが、実力は折り紙付き。確かな指揮により一弥達をサポートする。
コナー・マクブライド
声 - 新垣樽助
カイルの仲間であるイギリス人男性。リオナからやる気がないと言われるほど穏やかでのんびりとした性格だが、かつては特殊部隊の隊員として世界中を駆け回っていた。
古烏リオナ（こがらす りおな）
声 - 小林ゆう
カイルの仲間である日本人女性。ジャーナリストを両親に持ち、見たことのない世界を見たいという思いからギガント討伐に志願したという経緯を持つ。趣味はレトロゲーム集め。
「外生校」に潜入しスパイとして活動していたが、もともとの所属は「ネモ・コントラ」であり、「ホーリーロック基地」では二重スパイとして活動していた。

### その他のキャラクター
江里口静（えりぐち しずか）
声 - かかずゆみ
「外生校」に所属する陸上自衛官。表向き学校として運営している「外生校」における教師役を務める。あだ名は「エリ先生」。
三輪千春（みわ ちはる）
声 - 山岡ゆり
三輪和臣の妹。ヨリガミやクロガミの適合者ではないが、兄と一緒にいたいという理由から無理を言って「外生校」に身を置いている。主に校内の食事作りの手伝いをしており、一弥達をサポートする。

## 主題歌
天風一弥編主題歌「AMAKAZE -天風-」
歌：T.M.Revolution